# Dame-Marie, Orne
Dame-Marie är en kommun i departementet Orne i regionen Normandie i nordvästra Frankrike. Kommunen ligger i kantonen Bellême som tillhör arrondissementet Mortagne-au-Perche. År 2022 hade Dame-Marie 156 invånare.

## Befolkningsutveckling
Antalet invånare i kommunen Dame-Marie
| Referens: INSEE |